# カンボジア・デイリー
カンボジア・デイリー（英：Cambodia Daily）は、かつて刊行されていたカンボジアの日刊英字新聞である。

## 沿革
カンボジア・デイリーは、1993年、アメリカのジャーナリストであるバーナード・クリッシャーの手によって始まった。クリッシャーは、比較的ジャーナリストとして成熟していなかった2人の若者、バートン・ビックス (Barton Biggs) とロビン・マクドウェル (Robin McDowell) を最初の編集者として雇った。1993年に刊行が始まり、2017年にはアジア出版社協会 (Society of Publishers in Asia) から調査報道賞 (Investigative Reporting award) を授与された。
カンボジア・デイリーの名がクレジットされていた、ソマリー・マムの幼少期に関するニューヨーク・タイムズの記事は、2012年または2013年に虚構であることが明らかとなった
2017年9月4日、政府の圧力のために廃刊した。

## スタイル
印刷所はプノンペンにあり、判型はA4を用いていた。日曜日は休刊し、月曜日から土曜日の週6日で配達を行っていた。うち、土曜日の版にはフルカラーの週末誌が付属していた。ほかの報道機関や通信社（ロイター、ニューヨーク・タイムズ、ワシントン・ポスト）と契約、あるいは無償で記事の提供を受け、雇ったカンボジア人や外国スタッフらが地元のニュースを担当した。
カンボジアには、プノンペン・ポストという別の日刊英字新聞があるが、そちらは2008年前半になってようやく日刊に移行し、それ以前は隔週刊であった。

## 廃刊
フン・セン政権に批判的だった、カンボジア・デイリーの急な廃刊を伝え、2017年9月4日を最終刊とした。この廃刊は、8月4日、カンボジア政府が同紙の脱税を指摘し、9月4日までに延滞料を含めた630万ドルの税を納税しなければ口座凍結などの措置を行うとしたためであった。カンボジア・デイリー側は、財務台帳の提出を申し出たが受け入れられず、「脱税疑惑は事実無根」と主張していた。与党は、2018年の総選挙で苦戦が予想され、政府に批判的な野党・メディア・非政府団体が弾圧されてきており、カンボジア・デイリーは最終刊で「政府がカンボジア・デイリーを破壊した」と政府を非難した。
カンボジア内でのボイス・オブ・アメリカやラジオ・フリー・アジア放送停止も今後の計画に入っているとされる。ジャーナリストコミュニティでは、#SaveTheDailyというハッシュタグを使い、支援活動を広めている。